# Chiparosul trist
Chiparosul trist este un roman polițist scris de scriitoarea britanică Agatha Christie în anul 1940.